# Corallus grenadensis
Corallus grenadensis (лат.) — представитель семейства Ложноногие змеи. Неядовит.

## Ареал
Населяет Гренадины: Бекуи на острове Иль-Куатро, Baliceaux, Мюстик, Кануан, Maryeau, Юнион и Кариока и Гренада.